# 伯都讷街道
伯都讷街道，是中华人民共和国吉林省松原市宁江区下辖的一个乡镇级行政单位。

## 行政区划
伯都讷街道下辖以下地区：
创新社区、晨光社区和工贸社区。